# Dotawo

Mapa del Reino de Macuria en La Nubia.

Dotawo fue un reino del sur de Nubia surgido hacia el 900, en circunstancias desconocidas, su capital fue Dau (actual Yébel Adda o Ŷebel Adda). Pareciera que su territorio estaba bajo la soberanía o vasallaje del rey cristiano de Aloa. Sin embargo Dotawo no fue ocupado por Mukurru, que en cambio ocupó Aloa durante el siglo X, luego la historia del Dotawo vuelve a confundirse con la de Aloa al enfrentar ocasionalmente a los musulmanes mamelucos egipcios. Como Aloa, Dotawo fue ocupado por los musulmanes Funj  del Sennar  en el 1504.

## Historia
La comprensión moderna de la historia de Dotawo ha evolucionado considerablemente en las últimas generaciones. Una breve mención en la obra del historiador egipcio medieval Al-Maqrizi indicaba que los prolongados combates por el control de la capital, Dongola, devastaron la ciudad y obligaron a la corte nubia a trasladarse a Dau, que algunos eruditos modernos creían que era la actual Yebel Adda, en 1364/65. Según la primera etimología del término «Dotawo» comentada anteriormente, podría tratarse entonces del Estado nubio tal y como sobrevivió desde su nueva capital en Dau. Incluso en periodos anteriores, antes del colapso de Dongola, los escritores árabes informan de que Nubia estaba estructurada con trece reyes menores bajo un «Gran Rey», y Dotawo podría haber sido uno de estos reinos vasallos.
La gran colección de documentos de la antigua Nubia hallada en Qasr Ibrim en la década de 1960 plantea problemas considerables para esta opinión. Los textos de Qasr Ibrim muestran que el eparca de Nobatia (Nubia septentrional) estaba subordinado al rey de Dotawo durante el apogeo de Makuria en el siglo XII. Una explicación es que Dotawo es simplemente otro nombre de Makuria. La representación de múltiples reyes nubios entra en conflicto con la descripción de la región que hace el viajero árabe Ibn Selim al-Aswani. En ningún documento conocido aparecen los nombres de Dotawo y Makuria, y en varios puntos los nombres del rey de Dotawo coinciden con los de Makuria. La primera generación de eruditos que estudió los hallazgos de Qasr Ibrim encontró demasiados conflictos aparentes entre los nombres de los reyes de Makuria y los reyes de Dotawo como para estar satisfecha con esta explicación. El estudio posterior y la reedición de estos textos resolvieron la mayoría de estos conflictos aparentes, y ahora parece probable que «Dotawo» sea el nombre indígena para el estado central de Nubia desde al menos su primera atestación en la década de 1180 hasta su última atestación en la década de 1490; en 2022, esta posición fue aceptada como el consenso de los estudiosos. En 2021, se sugirió que el nombre «Dotawo» aparece tan tarde en la historia de la Nubia cristiana porque se refería específicamente al reino unificado de Makuria y Alodia tras una unión personal entre sus familias reales en el siglo XI.
El final de Dotawo se ha situado tradicionalmente en torno al año 1500, momento en el que se cree que fue conquistado por el sultanato de Funj, fundado en 1504. Sin embargo, en 2023 Adam Simmons señaló que en la Terceira Década da Ásia, del historiador portugués João de Barros, se habían pasado por alto pruebas de la existencia en la década de 1520 de una reina nubia cristiana a la que de Barros llamó Gaua, y sugirió que Dotawo continuó como una entidad política independiente entre los otomanos al norte y los Funj al sur hasta el siglo XVII.

## Lista de reyes de Dotawo
- Desconocidos circa. 900 a 1144
- Moisés Jorge ca. 1144
- Basilio ca. 1199
- David ca. 1250
- Jorge Simón ca. 1287
- Saba-Nol ca. 1327
- Siti ca. 1334
- Nasr ca. 1397
- Eltei ca. 1410
- Siti ca. 1430
- Qudlaniel ca. 1460
- Ŷoel o Djoel ca. 1484
- Anexado al Sennar tras 1504